# Clostridioides difficile

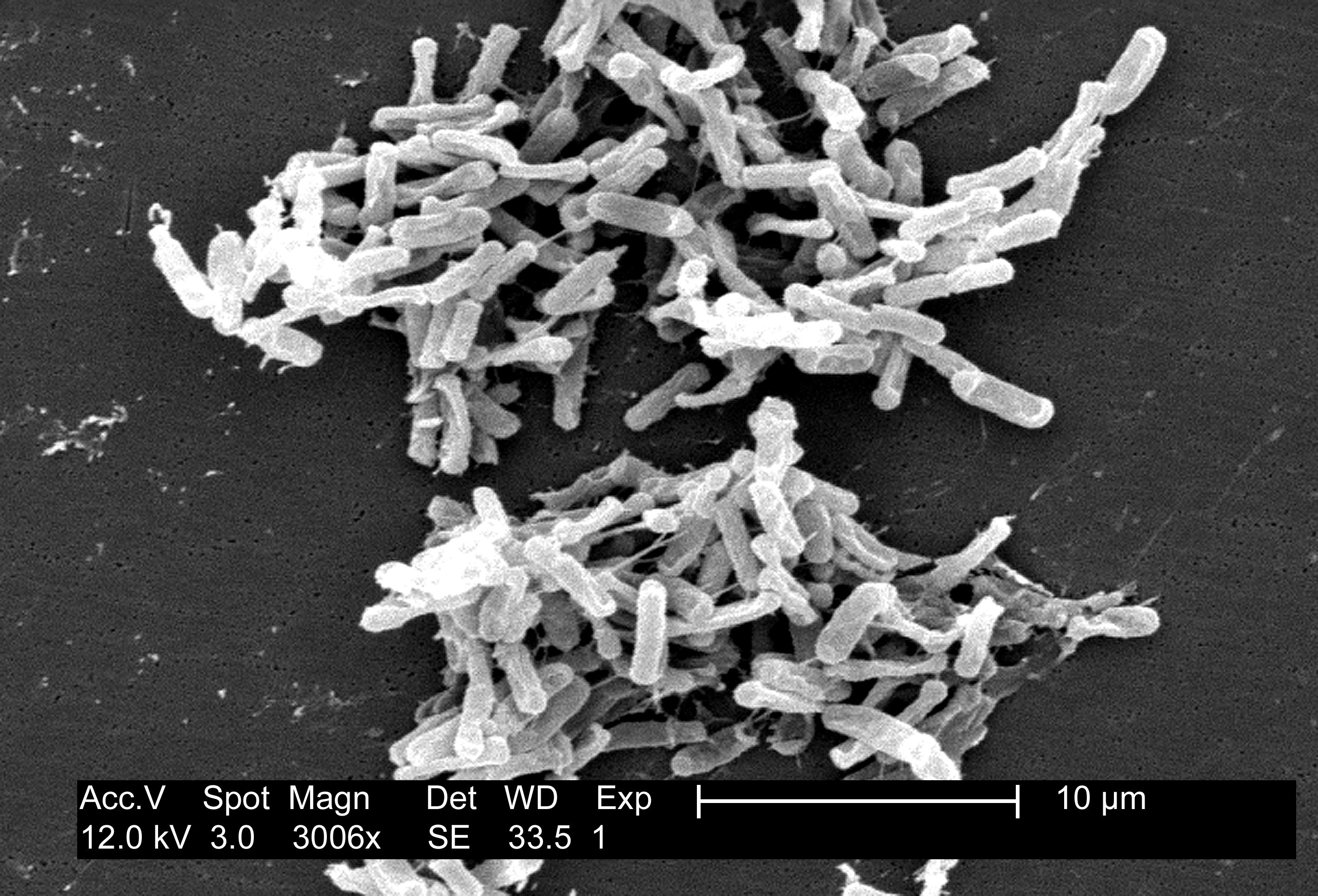
Elektronmiskopisk bild av C. difficile.

Clostridioides difficile (synonym Clostridium difficile) är en grampositiv stavbakterie som kan bilda sporer. Den finns hos vissa personer i tarmens normalflora, och vid behandling med vissa sorters antibiotika finns en risk för överväxt av bakterien som då orsakar diarré. Infektion av bakterien kan i lindriga fall behandlas genom att avsluta antibiotikabehandlingen, och i svårare fall kan annan sorts antibiotika krävas.

## Taxonomi
Bakterien bytte år 2016 namn från Clostridium difficile till Clostridioides difficile genom att den flyttades från släktet Clostridium till Clostridioides.

## Bakteriologi

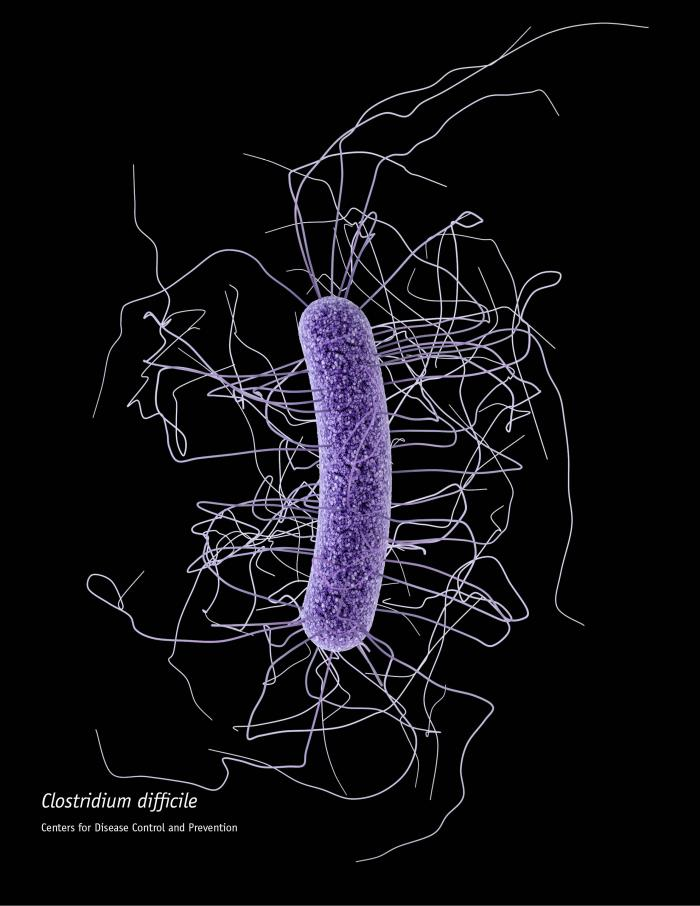
3D-illustration av en enda C. difficile-bakterie, baserat på fotomikrografiska data.

Clostridioides difficile är en grampositiv, stavformad, sporbildande, toxinproducerande, anaerob bakterie. Bakterien är vanligt förekommande i naturen och i mag- och tarmkanalen hos djur och människor. Hos omkring fem procent av vuxna människor huserar C. difficile-bakterien naturligt i tarmarna. Bakteriens sporer är resistenta mot värme, syra och antibiotika, samt skadas inte av alkoholbaserade hygienmedel såsom handsprit och desinfektionsmedel. Sporerna kan överleva i flera månader.

## Infektion
C. difficile är den främsta orsaken till antibiotikarelaterad diarré. Infektion av C. difficile kan leda till pseudomembranös kolit, en allvarlig tjocktarmsinflammation.

### Symptom
Symptomen kan variera från asymptomatisk bärare till lindrig diarré till i sällsynta fall hög feber och blodig diarré.

### Patofysiologi
Det vanligaste sättet att drabbas av en C. difficile-infektion är att en person som naturligt har bakterien i kroppen behandlas med antibiotika. Den normala tarmfloran rubbas vilket ger en tillväxt av C. difficile som producerar skadliga toxiner.
Ett annat sätt att bli infekterad med C. difficile är att smittas genom att sporer utifrån kroppen når mag- och tarmkanalen. C. difficile smittar fekal-oralt mellan människor. Sporer av C. difficile kan passera ganska ostört genom magsäcken eftersom de är resistenta mot syra. Bakterien växer till sig från sporform vid exponering av gallsyror.

### Riskfaktorer
De främsta riskfaktorerna för att få C. difficile-infektion är antibiotikaanvändning, ålder över 65 år, och sjukhusvistelse.
Bredspektrumpenicilliner och -cefalosporiner, klindamycin och fluorokinoloner är de antibiotika som har störst risk att orsaka infektion av C. difficile.
Bakteriens sporer kan överleva flera månader i miljöer där man vill undvika den, exempelvis på sjukhus. Den viktigaste smittvägen är via vårdpersonalens händer. Eftersom användning av handsprit och desinfektionsmedel inte påverkar bakteriesporerna krävs handtvätt med tvål och vatten för att mekaniskt avlägsna eventuella sporer.

### Behandling
I lindriga fall av infektion av C. difficile kan det räcka med att avsluta antibiotikabehandlingen. I svårare fall kan annan sorts antibiotika krävas.